# Spanish Valley
Spanish Valley – jednostka osadnicza w Stanach Zjednoczonych, w stanie Utah, w hrabstwie San Juan.